# Der Tiger und der Schnee
Der Tiger und der Schnee ist ein Spielfilm aus dem Jahr 2005 von und mit Roberto Benigni.
Es handelt sich um eine romantische Komödie, die im Frühjahr 2003 in Rom und im kriegsversehrten Bagdad spielt. Die Geschichte wird als doppelgesichtiger Traum mit überraschendem Schluss erzählt, in Anlehnung an das Märchen Dornröschen. Dies beginnt gleich am Anfang mit der geträumten Hochzeitsszene, wo zärtliche Liebe, Poesie und Musik verschmelzen.

## Handlung
Attilio de Giovanni ist ein komischer, aber talentierter Literaturprofessor und geschiedener Vater von zwei Töchtern im Teenageralter. Er ist hoffnungslos in die Autorin Vittoria verliebt, die allnächtlich in seinen Träumen von einer surrealen Hochzeitsfeier vorkommt. Attilios eifriges Werben um Vittoria bleibt erfolglos, denn sie scheint seine Gefühle nicht zu teilen.
Vittoria reist in den Irak, um die Biografie des Dichters Fuad, den sie und Attilio gut kennen, zu schreiben. Der Dichter kehrt während des Kriegs nach 18 Exiljahren in Frankreich in seine Heimat zurück. Kurz darauf erkrankt Vittoria schwer und der von Fuad benachrichtigte Attilio schafft es dank eines Hilfsflugs des Italienischen Roten Kreuzes nach Bagdad. Dort findet er Vittoria in einem Krankenhaus im Koma. Wie tausende Iraker droht sie, aus Medikamentenmangel zu sterben. Fuad führt Attilio zu einem alten irakischen Apotheker, der eine traditionelle Behandlungsweise vorschlägt, um sie am Leben zu halten. Als dies nichts bewirkt, schlägt sich Attilio auf eigene Faust zum Hauptquartier des Italienischen Roten Kreuzes durch und erhält dort eine Menge an wichtigen Medikamenten. Dadurch kommt Vittoria wieder zu Bewusstsein. Noch bevor Attilio sie wieder zu Gesicht bekommt, eilt er zu Fuad, der sich inzwischen jedoch erhängt hat. Darauf gerät Attilio unter irakische Widerstandskämpfer und wird von der United States Army gefangen genommen. Erst sein lautstarker Hinweis auf seine italienische Staatsbürgerschaft bringt ihm die Freiheit wieder.
Zurück in Italien gerät er gleichwohl wegen eines Justizfalls, in den er vor seiner Abreise bereits verwickelt war, ins Gefängnis, bis ihn sein Anwalt dort herausholt. Endlich bietet sich nun in Rom die Gelegenheit zu einem Wiedersehen mit seiner geliebten Vittoria, die noch nichts von Attilios irakischen Abenteuern ahnt.

## Hintergrund
In der geträumten Hochzeitsszene tritt Tom Waits, der zusammen mit Benigni in Down by Law gespielt hat, am Klavier auf und singt die Ballade You Can Never Hold Back Spring.
Der Name der Hauptfigur Attilio ist eine Reverenz an den verstorbenen italienischen Dichter Attilio Bertolucci. Weitere Dichter sind dank Computergrafik in die Anfangsszene eingearbeitet worden: Eugenio Montale, Jorge Luis Borges, Marguerite Yourcenar und Giuseppe Ungaretti.
Die Irak-Szenen, inklusive Saddam Husseins Monumenten, mussten in Tunesien gedreht werden.
Gegen Ende des Films wandern entwichene Zirkustiere durch ein römisches Wohngebiet. Eines dieser Tiere ist ein prächtiger Tiger, der kurzzeitig die Straße vor Vittorias Wagen blockiert. Es ist später Frühling und von den Bäumen fallen Pollen, die wie Schnee aussehen. Diese Szene gab dem Film seinen Namen.
Die Deutsche Film- und Medienbewertung FBW in Wiesbaden verlieh dem Film das Prädikat besonders wertvoll.